# Gasterella
Gasterella är ett släkte av svampar. Gasterella ingår i familjen Gasterellaceae, ordningen Boletales, klassen Agaricomycetes, divisionen basidiesvampar och riket svampar.
| Gasterella | \| \| Gasterella luteophila \| \| \| \| |
|            | \| \| Gasterella luteophila \| \| \| \| |
|            | Gasterella luteophila                   |
|            |                                         |

|  | Gasterella luteophila |
|  |                       |